# Holotrichia motschulskyi
Holotrichia motschulskyi är en skalbaggsart som beskrevs av Saylor 1937. Holotrichia motschulskyi ingår i släktet Holotrichia och familjen Melolonthidae. Inga underarter finns listade i Catalogue of Life.